# Max Güde
Max Güde (* 6. Januar 1902 in Donaueschingen, Baden; † 29. Januar 1984 in Werl, Nordrhein-Westfalen) war ein deutscher Jurist und Politiker (CDU).

## Leben
1927 trat Max Güde in den Dienst des Landes Baden, zunächst als Gerichtsassessor beim Landgericht Mannheim. Nach einer dreijährigen Tätigkeit als Staatsanwalt in Mosbach a. N. erhielt er 1932 eine Richterplanstelle beim Amtsgericht Bruchsal im Land Baden.
Wenige Wochen nach der Machtergreifung der Nationalsozialisten am 30. Januar 1933 äußerte sich Max Güde im engen Kollegenkreis kritisch zur Verhaftung und unwürdigen Behandlung des Reichstagsabgeordneten Ludwig Marum (SPD). Marum war unter Bruch der parlamentarischen Immunität in das KZ Kislau in der Nähe von Bruchsal verbracht worden. Er wurde später, im März 1934, von SA-Männern erdrosselt. Einer der Kollegen hinterbrachte diese Äußerung dem badischen Justizministerium. Dieses war noch nicht gleichgeschaltet und veranlasste die Versetzung von Max Güde an das abgelegene Amtsgericht Wolfach, ein Gericht mit lediglich einer planmäßigen Richterstelle.
Max Güde war seit 1933 Mitglied der NS-Volkswohlfahrt und seit 1934 des NS-Rechtswahrerbunds. Am 25. Oktober 1939 beantragte er die Aufnahme in die NSDAP und wurde zum 1. Januar 1940 aufgenommen (Mitgliedsnummer 8.359.749), er nahm dort jedoch keine Ämter wahr. In Wolfach trat Max Güde trotz des allgemeinen Drucks des NS-Staates auf Staatsdiener, kirchliche Bindungen zu lösen, auch öffentlich als praktizierender Katholik in Erscheinung. Im Jahr 1939 wurde er in einer geheimen Beurteilung durch die Partei als „weltanschaulich ungefestigt“ und „konfessionell gebunden“ bezeichnet.  1943 wurde er als Soldat eingezogen, zuletzt als Oberschütze.
Nach seiner Rückkehr aus Kriegsgefangenschaft 1945 war Max Güde zunächst bis 1947 als Staatsanwalt, dann als Oberstaatsanwalt beim Landgericht Konstanz tätig. 1950 wurde er Bundesanwalt beim Bundesgerichtshof (BGH) und leitete seit 1953 die Abteilung für politisches Strafrecht. Nach kurzer Tätigkeit als Senatspräsident und Vorsitzender des 4. Strafsenats des BGH wurde er am 1. April 1956 mit dem Status eines politischen Beamten zum Oberbundesanwalt beim BGH – ab 1957 mit der neuen Amtsbezeichnung Generalbundesanwalt – berufen. Als solcher kam er in Konflikt mit Bundesinnenminister Gerhard Schröder, dessen Aussage, man könne nur bestehen, wenn man einen Grad härter sei als die Gegenseite, er mit der Feststellung konterte, dieses Prinzip sei mit dem Schock des Hasen vor der Schlange vergleichbar und es sei daran die Wirkung zu beobachten, die totalitäre Staaten auf freie Demokratien ausübten.
In seine bis zum 26. Oktober 1961 dauernde Amtszeit fallen mehrere politische Prozesse, die in der Frühzeit der Bundesrepublik Deutschland Aufsehen erregten. So war er im November 1957 Anklagevertreter im Prozess gegen den Gewerkschafter und Sozialdemokraten Viktor Agartz, dem die Rädelsführerschaft in einer verfassungsfeindlichen Organisation und bewusste Zuwiderhandlung gegen das KPD-Verbot vorgeworfen wurde. Agartz wurde vom früheren Innenminister Gustav Heinemann verteidigt. Güde war sich mit Heinemann darüber einig, dass eine Verurteilung Agartz' zwar möglich, aber nicht wünschenswert sei, da es sich um eine Verdachtsstrafe handeln würde. Trotz des Freispruchs wurde Agartz aus der SPD ausgeschlossen und erhielt vom DGB die Leibrente gestrichen. Auch im Verfahren gegen Otto John, den ehemaligen Präsidenten des Bundesamtes für Verfassungsschutz, wegen landesverräterischer Konspiration, war er Anklagevertreter. Sein Bestrafungsantrag wurde vom Gericht um 100 % überboten.
Daneben hat sich Güde um die Aufarbeitung des von der deutschen Justiz im Dritten Reich begangenen Unrechts verdient gemacht. Er hat noch als Generalbundesanwalt durch den Empfang des SDS-Aktivisten Reinhard Strecker, den Hauptinitiator der Ausstellung Ungesühnte Nazijustiz, in seinen Karlsruher Amtsräumen ein großes öffentliches Echo hervorgerufen.
Von 1961 bis 1969 war Max Güde für die CDU als direkt gewählter Abgeordneter des Wahlkreises Karlsruhe-Stadt Mitglied des Deutschen Bundestages und trat dort insbesondere als Vorsitzender des Sonderausschusses „Große Strafrechtsreform“ (1963–1969) hervor. Bei der Verjährungsdebatte 1965 um eine Verlängerung der Verjährungsfrist für NS-Verbrechen gehörte er zur Mehrheit seiner Fraktion, die eine Lösung suchte, um noch ungeahndete NS-Taten nicht verjähren zu lassen.
In der Frage der Behandlung von Extremisten im öffentlichen Dienst und des im Jahre 1977 diskutierten Verbots der K-Gruppen vertrat Max Güde eine liberale Position. Sein Sohn Fritz (1935–2017) war damals ein aktueller Radikalenerlass-Fall, er wurde als Lehrer wegen der Mitgliedschaft im KBW vom Dienst suspendiert. Max Güde kritisierte, dass die Verwaltungsbürokratie an der „überlieferten Vorstellung vom politischen Feind festgehalten [habe]“ und meine, „Gedanken, Ideen und Ideologien bekämpfen zu können, statt sich nüchtern auf die Verfolgung von schädlichen Handlungen zu beschränken“. Der Staat dürfe aber nur schädliche Handlungen, nicht jedoch Meinungen oder Ideologien abwehren. Gemeinsam mit Erhard Eppler, Helmut Gollwitzer, Johannes Rau, Eberhard Jäckel und Walter Jens gehörte er 1978 zu den Mitbegründern der Gustav Heinemann-Initiative.
Max Güde starb 1984 im Alter von 82 Jahren in Werl-Hilbeck, wo er seine letzten Lebensjahre bei seiner Tochter verbracht hatte, an Herzversagen.

## Werke
- Probleme des politischen Strafrechts Monatsschrift f. Dt. Recht 1957
- Die Rechtsprechung im Schatten von gestern Presse- u. Informationsamt d. Bundesregierung 1958
- Die Geheimsphäre des Staates und die Pressefreiheit. Bachem 1959
- Justiz im Schatten von gestern Furche 1959
- Die Geheimsphäre des Staates und die Pressefreiheit Quadriga 1959
- Erziehung zum Recht Bonn a. Rh.: Dt. Volkshochschulverband, 1961
- Zur Verfassung unserer Demokratie: Vier republikanische Reden. (mit Ludwig Raiser und Helmut Simon) Rowohlt, Reinbek 1986 ISBN 3-499-14279-1.